# Falu ättika
Falu ättika är ett tidigare varumärke för ättika som tillhör Perstorp AB. Falu ättika tillverkades sedan c:a 1910 vid Falu koppargruva och bestod av svavelsyra från gruvan och kaliumacetat från kolugnar i Domnarvet, och tillverkningen pågick där till 1970-talet. På etiketten såg man sedan 1945 en bild av Falujungfrun, som var en svarvad docka som man kunde köpa i staden på 1800-talet. Denna har nytillverkats sedan 1941 och göres nu av Kulturarvet i Falun. Sedan 2005 saluförs inte längre Falu ättika av Perstorp AB, utan företaget säljer endast Perstorp ättika. Bilden av jungfrun är också borta från etiketten.